# كريس وارد (سياسي)
كريس وارد هو سياسي كندي، ولد في 21 يونيو 1949 في برمنغهام في المملكة المتحدة. حزبياً، نشط في الحزب الليبرالي في أونتاريو ‏. وقد انتخب عضو برلمان مقاطعة أونتاريو.